# Mónaco en el Festival de la Canción de Eurovisión
El pequeño principado independiente de Mónaco ha participado en el Festival de la Canción de Eurovisión desde 1959. La primera y única victoria del país fue en 1971, cuando Séverine interpretó «Un banc, un arbre, une rue». En 1972, debido a problemas para encontrar un recinto apropiado, Mónaco no organizó el festival. Dada esta situación es el único país que ha ganado el festival pero nunca lo ha organizado. Su puntuación media es de 32,6 puntos.
Desde Festival de la Canción de Eurovisión 1980 hasta el 2003, Mónaco no participó en el festival. Regresó en el 2004 y siguió hasta el 2006, sin embargo no logró calificar a la final en ninguna de las tres ocasiones. En el 2004 los resultados del televoto de Mónaco fueron declarados inválidos al no tener la cantidad mínima de votos requerida, a partir de entonces siempre se utiliza un jurado.
Su última candidatura en 2006 obtuvo un 21.eɽ puesto en la semifinal con 14 puntos, la canción, «La coco-dance», fue interpretada por Séverine Ferrer. Esta canción usó el idioma tahitiano por primera vez en el Festival.
Mónaco no participó en el 2007 citando al voto regional como razón ya que no le dan oportunidad al país de pasar a la ronda final, sin embargo sigue transmitiéndolo. A pesar de que se encuentra en el sur de Europa, su tamaño impide que tenga relaciones vecinales fuertes e influyentes, resultando en que sus últimas participaciones no recibieran altas puntuaciones, ni siquiera de Francia. De nuevo se reconsideró la opción de reintegrarse en el 2008 cuando se anunció que habría dos rondas semifinales, al final decidió abstenerse por la misma razón que el año anterior .
La cadena monegasca, TMC, consideró la participación monegasca en el certamen europeo del año 2013 negando así su participación el jefe de la delegación de la televisión del país, Phil Bosco. 
Mónaco, uno de los países históricos, lleva sin participar desde 2006 y ha alcanzado en 16 ocasiones el TOP-10 dentro de una gran final.

## Participaciones
Leyenda
     Ganador
     Segundo puesto
     Tercer puesto
     Cuarto o quinto puesto (Top 5)
     Último puesto
| Año                            | Sede       | Artista                           | Canción                                | Final           | Pts.            | Semifinal           | Pts.                |
| ------------------------------ | ---------- | --------------------------------- | -------------------------------------- | --------------- | --------------- | ------------------- | ------------------- |
| 1959                           | Cannes     | Jacques Pills                     | «Mon ami Pierrot»                      | 11              | 1               | No hubo semifinales | No hubo semifinales |
| 1960                           | Londres    | François Deguelt                  | «Ce soir-là»                           | 3               | 15              | No hubo semifinales | No hubo semifinales |
| 1961                           | Cannes     | Colette Deréal                    | «Allons, allons les enfants»           | 10              | 6               | No hubo semifinales | No hubo semifinales |
| 1962                           | Luxemburgo | François Deguelt                  | «Dis rien»                             | 2               | 13              | No hubo semifinales | No hubo semifinales |
| 1963                           | Londres    | Françoise Hardy                   | «L'amour s'en va»                      | 5               | 25              | No hubo semifinales | No hubo semifinales |
| 1964                           | Copenhague | Romuald                           | «Où sont-elles passées?»               | 3               | 15              | No hubo semifinales | No hubo semifinales |
| 1965                           | Nápoles    | Marjorie Noël                     | «Va dire à l'amour»                    | 9               | 7               | No hubo semifinales | No hubo semifinales |
| 1966                           | Luxemburgo | Tereza                            | «Bien plus fort»                       | 17              | 0               | No hubo semifinales | No hubo semifinales |
| 1967                           | Viena      | Minouche Barelli                  | «Boum-badaboum»                        | 5               | 10              | No hubo semifinales | No hubo semifinales |
| 1968                           | Londres    | Line & Willy                      | «A chacun sa chanson»                  | 7               | 8               | No hubo semifinales | No hubo semifinales |
| 1969                           | Madrid     | Jean Jacques                      | «Maman, maman»                         | 6               | 11              | No hubo semifinales | No hubo semifinales |
| 1970                           | Ámsterdam  | Dominique Dussault                | «Marlène»                              | 8               | 5               | No hubo semifinales | No hubo semifinales |
| 1971                           | Dublín     | Séverine                          | «Un banc, un arbre, une rue»           | 1               | 128             | No hubo semifinales | No hubo semifinales |
| 1972                           | Edimburgo  | Anne-Marie Godart y Peter MacLane | «Comme on s'aime»                      | 16              | 65              | No hubo semifinales | No hubo semifinales |
| 1973                           | Luxemburgo | Marie                             | «Un train qui part»                    | 8               | 85              | No hubo semifinales | No hubo semifinales |
| 1974                           | Brighton   | Romuald                           | «Celui qui reste et celui qui s'en va» | 4               | 14              | No hubo semifinales | No hubo semifinales |
| 1975                           | Estocolmo  | Sophie                            | «Une chanson c'est une lettre»         | 13              | 22              | No hubo semifinales | No hubo semifinales |
| 1976                           | La Haya    | Mary Christy                      | «Toi, la musique et moi»               | 3               | 93              | No hubo semifinales | No hubo semifinales |
| 1977                           | Londres    | Michèle Torr                      | «Une petite française»                 | 4               | 96              | No hubo semifinales | No hubo semifinales |
| 1978                           | París      | Caline et Olivier Toussaint       | «Les jardins de Monaco»                | 4               | 107             | No hubo semifinales | No hubo semifinales |
| 1979                           | Jerusalén  | Laurent Vaguener                  | «Notre vie c'est la musique»           | 16              | 12              | No hubo semifinales | No hubo semifinales |
| No participó entre 1980 y 2003 |            |                                   |                                        |                 |                 |                     |                     |
| 2004                           | Estambul   | Maryon                            | «Notre planète»                        | No se clasificó | No se clasificó | 19                  | 10                  |
| 2005                           | Kiev       | Lise Darly                        | «Tout de moi»                          | No se clasificó | No se clasificó | 24                  | 22                  |
| 2006                           | Atenas     | Séverine Ferrer                   | «La Coco-dance»                        | No se clasificó | No se clasificó | 21                  | 14                  |
| No participó entre 2007 y 2025 |            |                                   |                                        |                 |                 |                     |                     |

## Votación de Mónaco
Hasta su última participación, en 2006, la votación de Mónaco ha sido:
| Más puntos otorgados solo en la gran final | Más puntos otorgados solo en la gran final | Más puntos otorgados solo en la gran final |
| Pos.                                       | País                                       | Puntos                                     |
| ------------------------------------------ | ------------------------------------------ | ------------------------------------------ |
| 1                                          | Francia                                    | 101                                        |
| 2                                          | Reino Unido                                | 83                                         |
| 3                                          | Alemania                                   | 60                                         |
| 4                                          | España                                     | 57                                         |
| 5                                          | Italia                                     | 55                                         |

| Más puntos otorgados en semifinales y final | Más puntos otorgados en semifinales y final | Más puntos otorgados en semifinales y final |
| Pos.                                        | País                                        | Puntos                                      |
| ------------------------------------------- | ------------------------------------------- | ------------------------------------------- |
| 1                                           | Francia                                     | 101                                         |
| 2                                           | Reino Unido                                 | 83                                          |
| 3                                           | Alemania                                    | 60                                          |
| 4                                           | España                                      | 57                                          |
| 5                                           | Italia                                      | 55                                          |

| Más puntos recibidos solo en la final | Más puntos recibidos solo en la final | Más puntos recibidos solo en la final |
| Pos.                                  | País                                  | Puntos                                |
| ------------------------------------- | ------------------------------------- | ------------------------------------- |
| 1                                     | Alemania                              | 56                                    |
| 1                                     | Italia                                | 56                                    |
| 3                                     | Reino Unido                           | 55                                    |
| 4                                     | Suecia                                | 47                                    |
| 5                                     | Países Bajos                          | 46                                    |

| Más puntos recibidos en semifinales y final | Más puntos recibidos en semifinales y final | Más puntos recibidos en semifinales y final |
| Pos.                                        | País                                        | Puntos                                      |
| ------------------------------------------- | ------------------------------------------- | ------------------------------------------- |
| 1                                           | Francia                                     | 60                                          |
| 2                                           | Italia                                      | 56                                          |
| 2                                           | Alemania                                    | 56                                          |
| 4                                           | Reino Unido                                 | 55                                          |
| 5                                           | Suecia                                      | 47                                          |

## 12 puntos
- Mónaco ha dado 12 puntos a:

### Final (1975 - 2003)
| Año                         | País        |
| --------------------------- | ----------- |
| 1975                        | Reino Unido |
| 1976                        | Francia     |
| 1977                        | Reino Unido |
| 1978                        | Bélgica     |
| 1979                        | Alemania    |
| No participó de 1980 a 2003 |             |

| Año                            | País                 |
| ------------------------------ | -------------------- |
| 2004                           | Chipre               |
| 2005                           | Israel               |
| 2006                           | Bosnia y Herzegovina |
| No participó entre 2007 y 2015 |                      |

| Año                            | Jurado | Televoto |
| ------------------------------ | ------ | -------- |
| No participó entre 2016 y 2025 |        |          |

| Año                         | País                 |
| --------------------------- | -------------------- |
| 2004                        | Francia              |
| 2005                        | Israel               |
| 2006                        | Bosnia y Herzegovina |
| No participó de 2007 a 2015 |                      |

| Año                            | Jurado | Televoto |
| ------------------------------ | ------ | -------- |
| No participó entre 2016 y 2025 |        |          |

- Datos: Q255592